# جومو
جومو شبكة اجتماعية , تم إطلاقها في 30 نوفمبر 2010 , الشبكة تتبع فيس بوك.